# Diane Ladd
Diane Ladd (Meridian, Misisipi, 29 de noviembre de 1935) es una actriz de cine y televisión estadounidense. Recibió tres nominaciones al Premio Óscar por sus papeles en Alice Doesn't Live Here Anymore (1974), Wild at Heart (1990) y Rambling Rose (1991), la primera de las cuales le valió un Premio BAFTA. También fue nominada a tres premios Primetime Emmy y cuatro Globos de Oro.

## Biografía

Diane Ladd en un fotograma del reclamo de la película de 1976 Embryo.

Nació como Rose Diane Lanier y fue educada bajo el catolicismo. Está lejanamente emparentada con el dramaturgo Tennessee Williams.
Ladd estuvo casada con Bruce Dern y es madre de la también actriz de cine Laura Dern, con quien actuaría en las películas Alicia ya no vive aquí (1974), Corazón salvaje (1990) y El precio de la ambición (1991), en las cuales tuvo candidaturas al Óscar a la mejor actriz de reparto. Posteriormente se casaría con William A. Shea, Jr.; está casada con Robert Charles Hunter.

## Premios y distinciones
Óscar
| Año  | Categoría               | Película                 | Resultado |
| ---- | ----------------------- | ------------------------ | --------- |
| 1975 | Mejor actriz de reparto | Alicia ya no vive aquí   | Nominada  |
| 1991 | Mejor actriz de reparto | Corazón salvaje          | Nominada  |
| 1992 | Mejor actriz de reparto | El precio de la ambición | Nominada  |

Globos de Oro
| Año  | Categoría                                                                 | Película                 | Resultado |
| ---- | ------------------------------------------------------------------------- | ------------------------ | --------- |
| 1991 | Globo de Oro a la mejor actriz de reparto                                 | El precio de la ambición | Candidata |
| 1990 | Globo de Oro a la mejor actriz de reparto                                 | Corazón salvaje          | Candidata |
| 1980 | Globo de Oro a la mejor actriz de reparto de serie, miniserie o telefilme | Alice                    | Ganadora  |
| 1974 | Globo de Oro a la mejor actriz de reparto                                 | Alicia ya no vive aquí   | Candidata |